# Livange
Livange (Luxemburgs: Léiwéng, Duits: Livingen) is een plaats in de gemeente Roeser en het kanton Esch-sur-Alzette in Luxemburg.
Livange telt 295 inwoners (2001).